# Karl Weise (Politiker)
Karl Otto Weise (* 6. September 1926 in Pegau; † 27. Oktober 2011) war ein deutscher Politiker (CDU). Er war von 1990 bis 1991 Sächsischer Staatsminister für Umwelt und Landesentwicklung und in dieser Zeit auch Mitglied des Sächsischen Landtags.

## Leben
Weise besuchte die Volksschule und anschließend das Realgymnasium Helmholtzschule in Leipzig. Nach 42 Monaten in Kriegsgefangenschaft, legte er 1949 sein Abitur an der Helmholtzschule in Leipzig ab. Anschließend studierte er von 1950 bis 1955 Veterinärmedizin an der Justus-Liebig-Universität in Gießen, wo er Mitglied der Landsmannschaft Darmstadtia wurde. Sein Studium schloss er mit einem Staatsexamen ab und erwarb anschließend zusätzlich die Promotion. Seit 1955 arbeitete er als Tierarzt. Nachdem er jedoch 1986 einen Arbeitsunfall erlitt, konnte er diesen Beruf jedoch nur noch teilweise ausüben und war seitdem Invalidenrentner.

## Politik
Weise wurde erst nach der Wende politisch aktiv, als er bei der Landtagswahl in Sachsen 1990 als Direktkandidat im Wahlkreis 15 (Borna I) in den Sächsischen Landtag gewählt wurde. Er wurde zum ersten Sächsischen Staatsminister für Umwelt und Landesentwicklung berufen, welches Amt er bis zum 31. Dezember 1991 innehatte. Anschließend war er bis zum 6. April 1993 Landesminister mit besonderen Aufgaben. Dem Sächsischen Landtag gehörte er nur während der 1. Wahlperiode (1990 bis 1994) an.